# Militärflugplatz Luxeuil-Saint Sauveur

i7
i11
i13
Die Base aérienne 116 Luxeuil-Saint Sauveur (B.A. 116) ist ein Militärflugplatz der französischen Luftstreitkräfte (Armée de l’air). Die Basis die nach „Lieutenant-colonel Papin“ benannt ist, liegt in der Region Bourgogne-Franche-Comté im Département Haute-Saône etwa fünf Kilometer südlich des Zentrums von Luxeuil-les-Bains auf dem Gelände der Gemeinden Baudoncourt, Saint-Sauveur, La Chapelle-lès-Luxeuil und Breuches. Sie ist die Heimatbasis von Dassault Mirage 2000-5F Mehrzweckkampfflugzeugen.

## Geschichte
Das Gelände der heutigen Basis wurde bereits 1912 als zukünftiger Standort eines Flugplatzes ausgewählt, der im April 1916 Heimatstützpunkt der Bombergruppe 4 wurde. Daneben nutzten auch britische Bomber sowie französische Jagdflugzeuge das Aérodrome. Ebenfalls im April 1916 wurde hier eine Staffel mit anfangs zwei amerikanischen freiwilligen Piloten aufgestellt, aus der im Folgejahr die Escadrille La Fayette hervorging.
In den beiden Jahrzehnten nach dem Ersten Weltkrieg wurde der Standort zunächst kaum militärisch genutzt und ab 1931 wurde er ein kleiner Truppenübungsplatz. Erst im Zuge der Aufrüstung Ende der 1930er Jahre wurde der Flugplatz 1937 wieder in Betrieb genommen und wurde zunächst Heimat der Beobachtungsgruppe 507. Wenige Tage vor Kriegsausbruch wurde Luxeuil am 27. August Basis der Jagdgruppe 2/7, die mit Morane-Saulnier MS.406 ausgerüstet war. Neben diesen nutzten auch Potez 63 und Dewoitine D.520 den Platz.

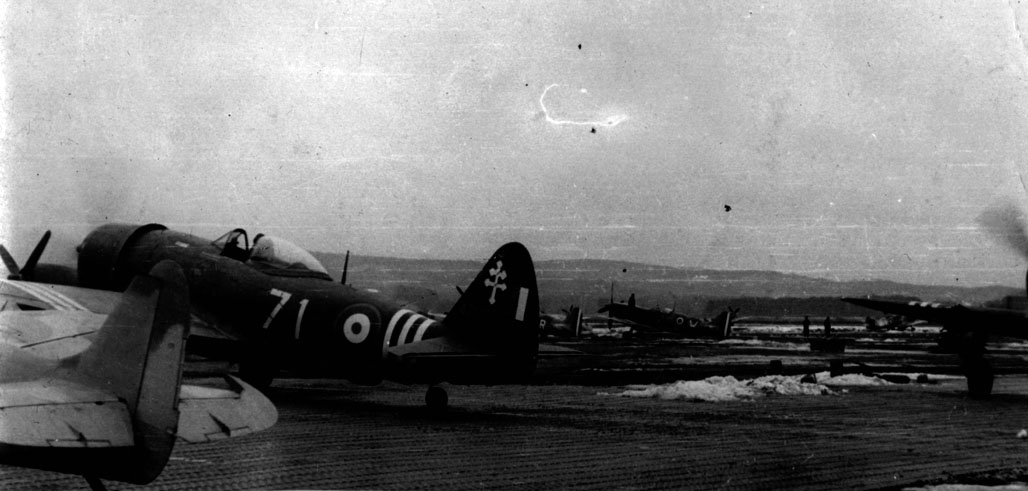
P-47D, EC 3/3 „Ardennes“, 1944/45

Nach dem Waffenstillstand im Juni 1940 wurde der Flugplatz von der Luftwaffe übernommen. Einziger Nutzer des Fliegerhorstes Luxeuil war die Flugzeugführerschule (A/B) 2, die hier von Juni 1941 bis Oktober 1943 stationiert war und ihn anschließend, nach der Umbenennung in Flugzeugführerschule (A) 2, bis zu deren Auflösung Anfang September 1944 noch als Satellitenplatz weiternutzte.
Nachdem die Gegend von den Alliierten Mitte September 1944 befreit worden war, wurde Airfield Y.8, so die alliierte Codebezeichnung des Platzes, von verschiedenen fliegenden Verbänden der Freien Französischen Luftstreitkräfte genutzt. Hierzu zählten verschiedene Jagd- und Aufklärungsgruppen, die P-47D, Spitfire und P-51 ausgerüstet waren.

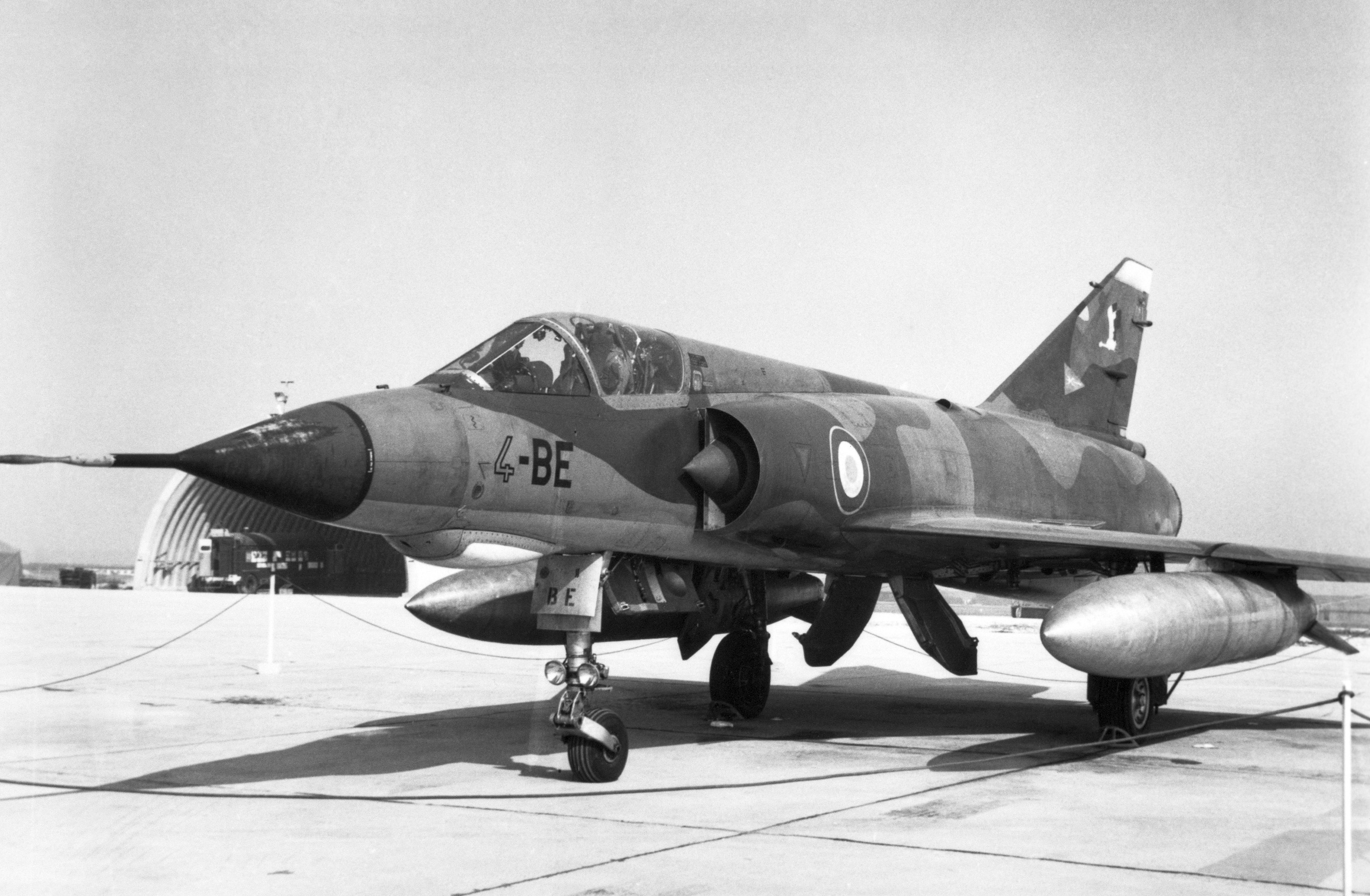
Mirage IIIE, EC 2/4 „La Fayette“, 1986

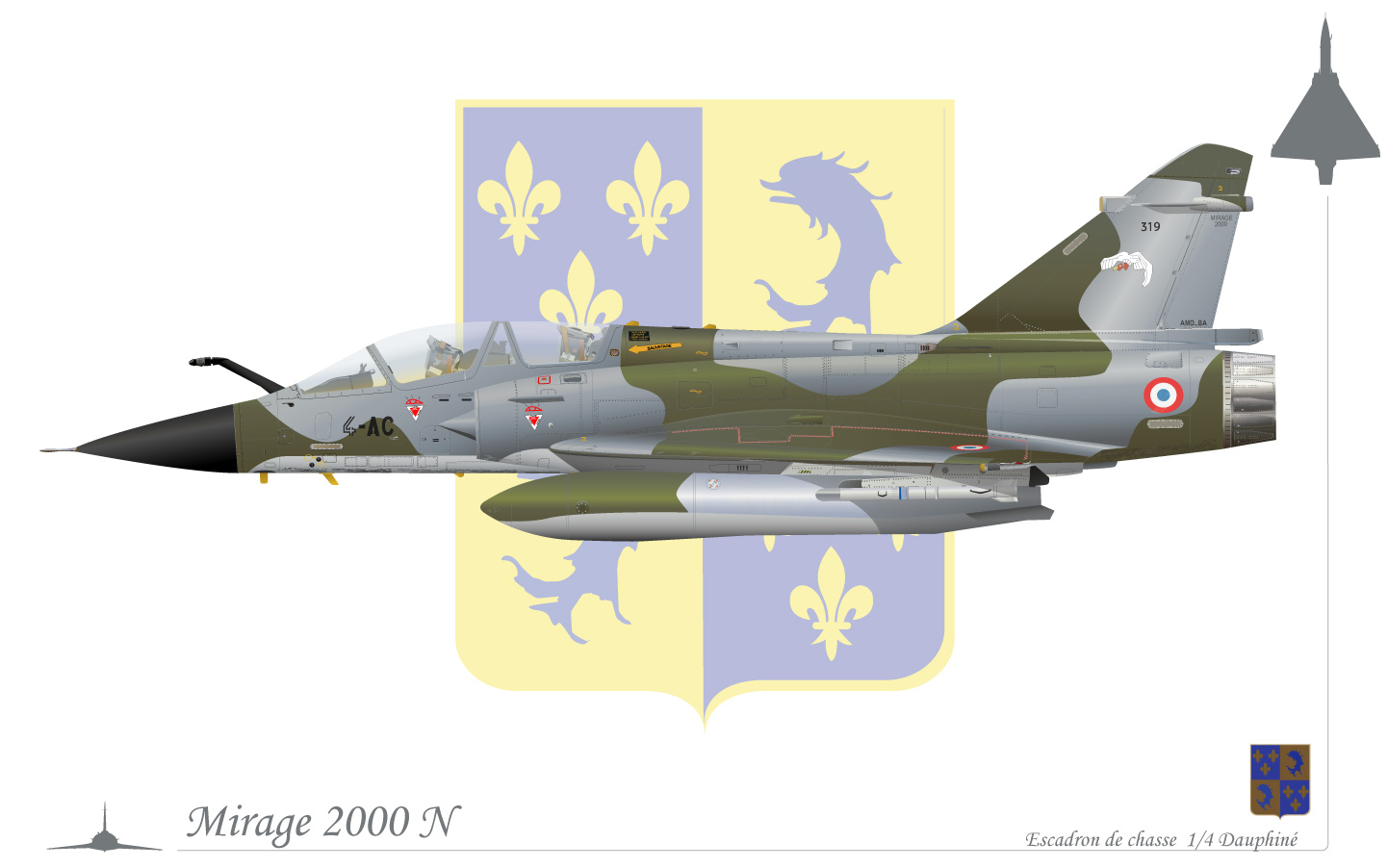
Mirage 2000N, EC 1/4 „Dauphiné“

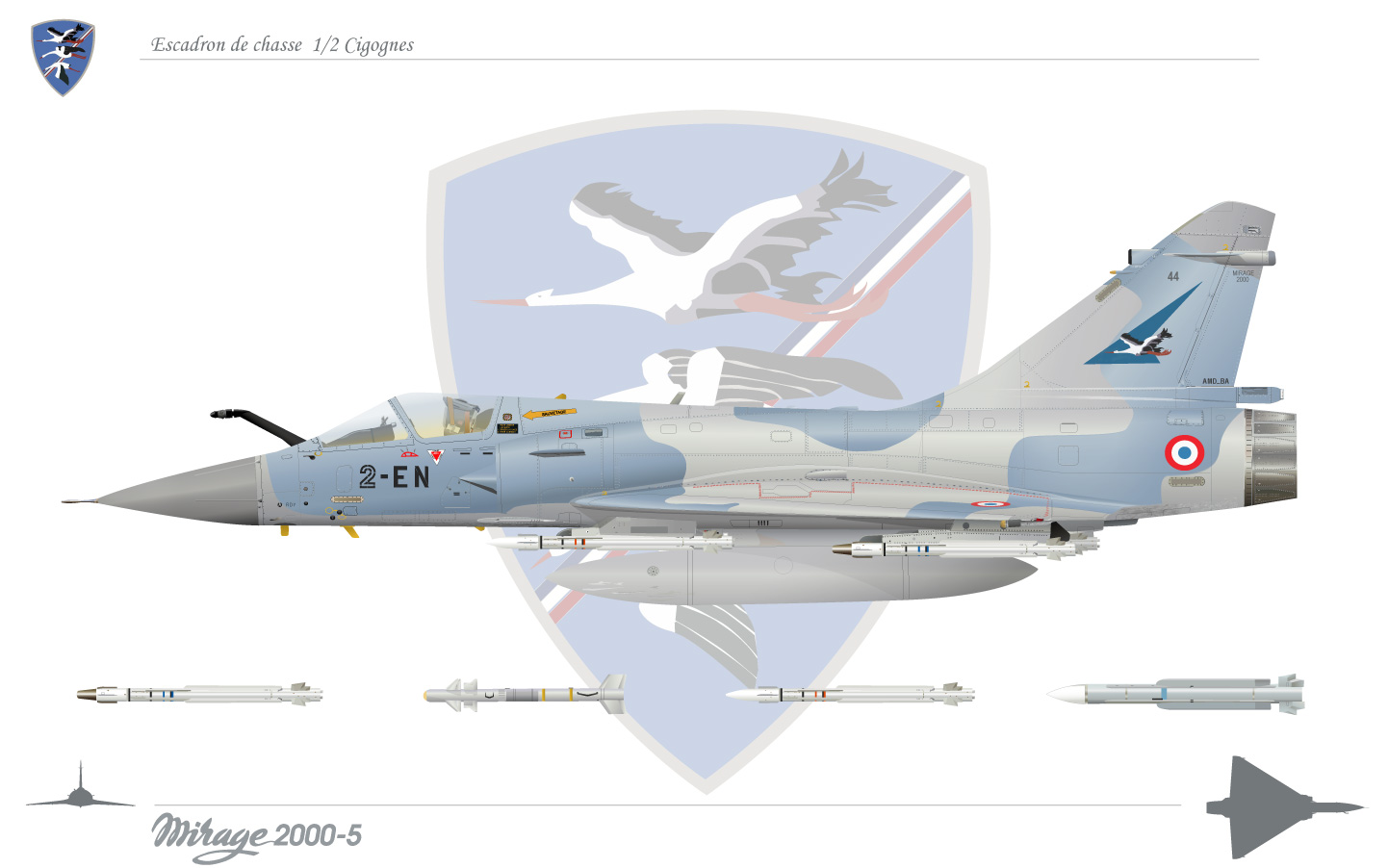
Mirage 2000-5F, EC 1/2 „Cigognes“

Nach Kriegsende nutzte für einige Jahre zunächst nur der Ende April 1945 aufgestellte örtliche Aero-Club den Platz, bevor zu Beginn des Kalten Kriegs 1950 die Entscheidung getroffen wurde, die Basis zu einem jettauglichen NATO-Flugplatz auszubauen. Die Arbeiten begannen 1951 und bereits im Oktober 1952 trafen erstmals Vampire-Düsenjäger der französischen Luftstreitkräfte ein.
Luxeuil-Saint Sauveur wurde am 12. Juni 1953 Heimat des 11. Jagdgeschwaders (11e Escadre de Chasse) und am 22. November des gleichen Jahres offiziell eröffnet. Das Geschwader flog anfangs in drei fliegenden Gruppen die F-84G und ab 1956 die F-84F, bevor ab 1958 den ersten beiden Staffeln die F-100D zulief, während die dritte im Vorfeld der Umrüstung bereits Ende 1957 aufgelöst worden war. Das Geschwader tauschte im Juni 1961 seinen Heimatflugplatz mit dem bisher in Bremgarten liegenden 4e Escadre de Chasse (4e EC), die noch die F-84F flog. Hinzu kam die Escadron de Reconnaissance Tactique 1/33 (ERT 1/33), eine Aufklärungsgruppe.
Im Mai 1966 wurde Luxeuil-Saint Sauveur Stützpunkt der nuklear bewaffneten Mirage IVA der Escadron de Bombardement 3/94 (EB 3/94) „Arbois“ während die ERT 1/33 die Basis Anfang 1967 Richtung Straßburg verließ. Neben den Mirage IV wurde die Basis 1966 auch Heimat der Mirage IIIE. Sie ersetzten bis 1967 die F-84 bei den beiden fliegenden Gruppen des 4. Jagdgeschwaders, das ab 1972 ebenfalls für nukleare Einsätze vorgesehen war.
Die EB 3/94 wurde im Oktober 1983 aufgelöst. Fünf Jahre später begann ab 30. März 1988 die Umrüstung des 4. Jagdgeschwaders auf die ebenfalls nuklear bestückten Mirage 2000N und nach weiteren sechs Monaten wurden die letzten Mirage IIIE der 4e EC außer Dienst gestellt. Die 4e EC wurde 1993 aufgelöst und die beiden bisher dem Geschwader unterstellten Jagdgruppen EC 1/4 „Dauphiné“ und 2/4 „Lafayette“ wurden autonom.
Im Zuge einer 2008 geplanten Umorganisation der Luftstreitkräfte drohte der Basis zeitweise die Schließung, sie wurde jedoch als eine strategische Basis bestätigt. Nichtsdestotrotz wurde die EC 1/4 im Juni 2010 aufgelöst und im Juni 2011 verlegten die Mirage 2000N der EC 2/4 nach Istres. Im Folgemonat trafen dafür die Mirage 2000-5F der EC 1/2 „Cigognes“ aus Dijon kommend in Luxeuil-Saint Sauveur ein und die vormalige nukleare Rolle der Basis änderte sich in die der Luftraumüberwachung.
Aufgrund der Wiedereinführung von Geschwadern bei den französischen Luftstreitkräften wurde das 2. Jagdgeschwader (2e Escadre de chasse) am 3. September 2015 reaktiviert.

## Heutige Nutzung
Die Basis beherbergt zurzeit (2025) folgende Verbände:
- 2e Escadre de chasse (2e EC), 2015 reaktiviert und mit einer fliegenden Jagdgruppe bzw. Jagdstaffel, der EC 1/2 „Cigognes“ (Mirage 2000-5F, seit 2011), sowie der Technischen Gruppe 2E.004.

Hinzu kommen noch einige nichtfliegende Verbände.

## Zukünftige Nutzung
Die hier genutzten Mirage 2000-5F näheren sich dem Ende ihrer Dienstzeit in Frankreich und 2025 begann eine schrittweise Abgabe von Jets an die Ukraine. Bei seinem Besuch im März 2025 auf der Basis gab der französische Präsident Macron bekannt, dass die Basis in den 2030er Jahren wieder ein Stützpunkt der „Force de Frappe“ werden soll. Für den Betrieb von zwei Staffeln Dassault Rafale muss neben der Modernisierung der vorhandenen Infrastruktur die Kapazität der Basis verdoppelt werden. Hierzu sind Investitionen von 1,5 Milliarden Euro veranschlagt (Preisstand 2025).